# Chiton torri
Chiton torri är en blötdjursart som beskrevs av Suter 1907. Chiton torri ingår i släktet Chiton och familjen Chitonidae. Inga underarter finns listade i Catalogue of Life.